# Мичел (окръг, Джорджия)
Окръг Мичел (на английски: Mitchell County) е окръг в щата Джорджия, Съединени американски щати. Площта му е 1331 km², а населението - 24 139 души. Административен център е град Камила.